# Porażenie prądem elektrycznym
Porażenie prądem elektrycznym – reakcja fizjologiczna, zranienie lub odczucie, powstające w wyniku przepływu znacznego prądu elektrycznego przez ciało organizmów żywych – ludzi i zwierząt. Następuje w wyniku zetknięcia tkanek organizmu ze źródłem energii elektrycznej.
Funkcjonowanie każdego organizmu żywego wiąże się z przepływem przez tkanki bardzo słabych prądów elektrycznych o wartościach nieprzekraczających ułamków miliampera i z powstawaniem w organizmie minimalnych różnic napięć pomiędzy tkankami, nieprzekraczających ułamków wolta. Zetknięcie jednak tkanek – np. skóry organizmów żywych – z zewnętrznymi źródłami prądu elektrycznego może doprowadzić do efektu porażenia, które w niekorzystnej sytuacji może skończyć się poparzeniem lub nawet spaleniem części tkanek, a także skurczem mięśni, utratą przytomności, zatrzymaniem pracy serca lub nawet śmiercią.

## Skutki
Negatywne skutki zetknięcia tkanek ze źródłem prądu elektrycznego wywołane są przez przepływ prądu o wartości powyżej około 1 miliampera. Prąd taki przepłynąć może przez ciało ludzkie wówczas, kiedy sucha skóra zetknie się np. z przewodem elektrycznym pod napięciem przekraczającym około 100 woltów, ale nawet nieznaczne zawilgocenie skóry spowodować może wystąpienie zauważalnych (choć na ogół niegroźnych dla życia i zdrowia) efektów porażenia już przy napięciach niższych (daje się to np. dostrzec jako „mrowienie” przy dotykaniu mokrymi palcami przewodów podłączonych do sieci telefonicznej, w której występuje napięcie tylko 48 V).
Wilgotne błony śluzowe są jeszcze bardziej podatne na przepływ prądu, dlatego dotknięcie np. językiem końcówek zwykłej „płaskiej” baterii elektrycznej o napięciu 4,5 V odczuwane jest jak „szczypanie” w język, a dotknięcie w ten sam sposób biegunów bateryjki 9-woltowej jest już związane z nieprzyjemnymi odczuciami.
Na podstawie obserwacji (dla prądów poniżej 20 mA) stwierdzono, że ludzie nie zauważają na ogół faktu przepływu przez ich ciało prądów poniżej pół miliampera; w miarę wzrostu natężenia prądu doznania są coraz bardziej nieprzyjemne i bolesne, przy czym wrażliwość ta jest mniejsza na działanie prądu stałego niż przemiennego, oraz że wrażliwość kobiet jest nieco większa, niż mężczyzn.
Dla człowieka krótkotrwały kontakt skóry ze źródłem napięcia nieprzekraczającego 1 kilowolta na ogół nie grozi poważnymi konsekwencjami, o ile tylko nie dojdzie do sytuacji, kiedy mimowolny skurcz mięśni, jaki następuje zazwyczaj w takiej sytuacji nie doprowadzi do przedłużenia tego kontaktu (np. przez zaciśnięcie dłoni na znajdującym się pod napięciem przewodzie). Przepływ prądu powyżej 20 mA, jeśli trwa dłużej niż kilkanaście sekund jest już niebezpieczny dla zdrowia, a powyżej ok. 70 mA – dla życia.
Obecnie w Polsce nowo powstałe domowe instalacje elektryczne obowiązkowo wyposażane są w wyłączniki różnicowoprądowe typu AC, o znamionowym prądzie różnicowym 30 mA (zadziałanie od połowy, czyli 15–30 mA), służące do ochrony ludzi przed skutkami porażenia prądem elektrycznym. Oprócz tego, podczas wykonywania prac elektrycznych, zaleca się korzystanie z dodatkowych środków zapobiegających porażeniu – specjalnych rękawic ochronnych i obuwia. Istotna jest też profilaktyka – podstawową zasadą jest wykonywanie napraw przy wyłączonym obwodzie, a wszelkie bardziej skomplikowane prace zaleca się zlecić wykwalifikowanemu specjaliście.

## Wykorzystanie
Porażenie prądem elektrycznym jest niekiedy wywoływane w sposób zamierzony. Wykorzystywane jest m.in. w ogrodzeniach pastwisk (elektryczny pastuch), jako jeden ze sposobów ogłuszania zwierząt przed ubojem w rzeźni, a także w medycynie (terapia elektrowstrząsowa, przezskórna stymulacja nerwów, defibrylacja, kardiowersja).
Zagrożenie śmiertelnym porażeniem prądem elektrycznym stosowane bywa także niekiedy jako element odstraszający ludzi przed zbliżaniem się i dotykaniem ogrodzeń. Ogrodzenia, w których znajdowały się druty pod wysokim napięciem budowano między innymi podczas II wojny światowej wokół obozów koncentracyjnych, ale także i później, np. jako jeden z elementów umocnień na granicy między NRD i RFN oraz w Murze Berlińskim.
Na rynku są dostępne paralizatory elektryczne służące do rażenia napastnika prądem elektrycznym. Z reguły takie porażenie nie niesie za sobą ryzyka zgonu, a ma na celu jedynie obezwładnienie.
Zamierzone porażenie prądem elektrycznym jest również jedną ze stosowanych w Stanach Zjednoczonych metod egzekucji kary śmierci na tzw. krześle elektrycznym. Rażenie prądem elektrycznym może być również wykorzystywane jako forma tortury.

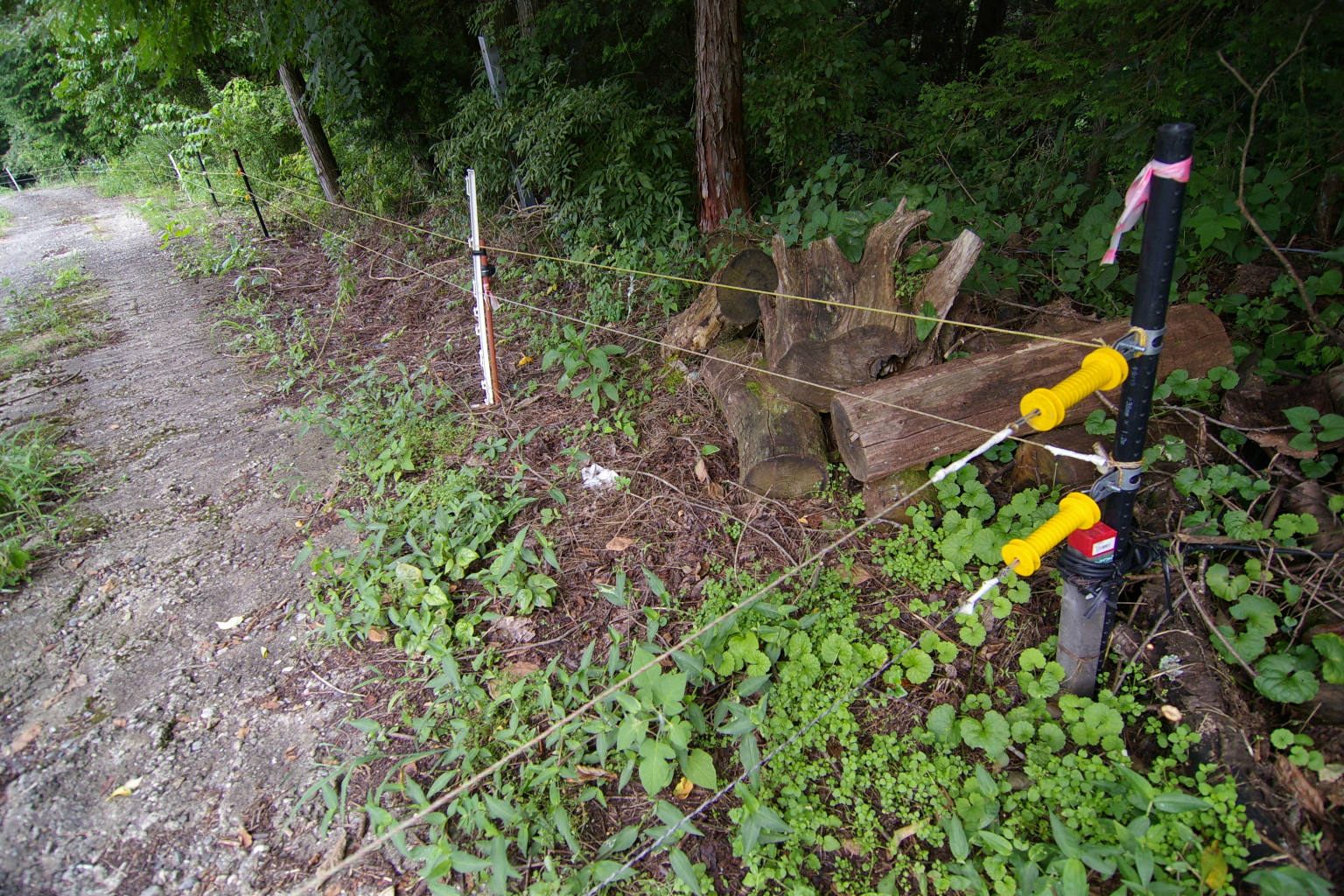
Pastuch elektryczny
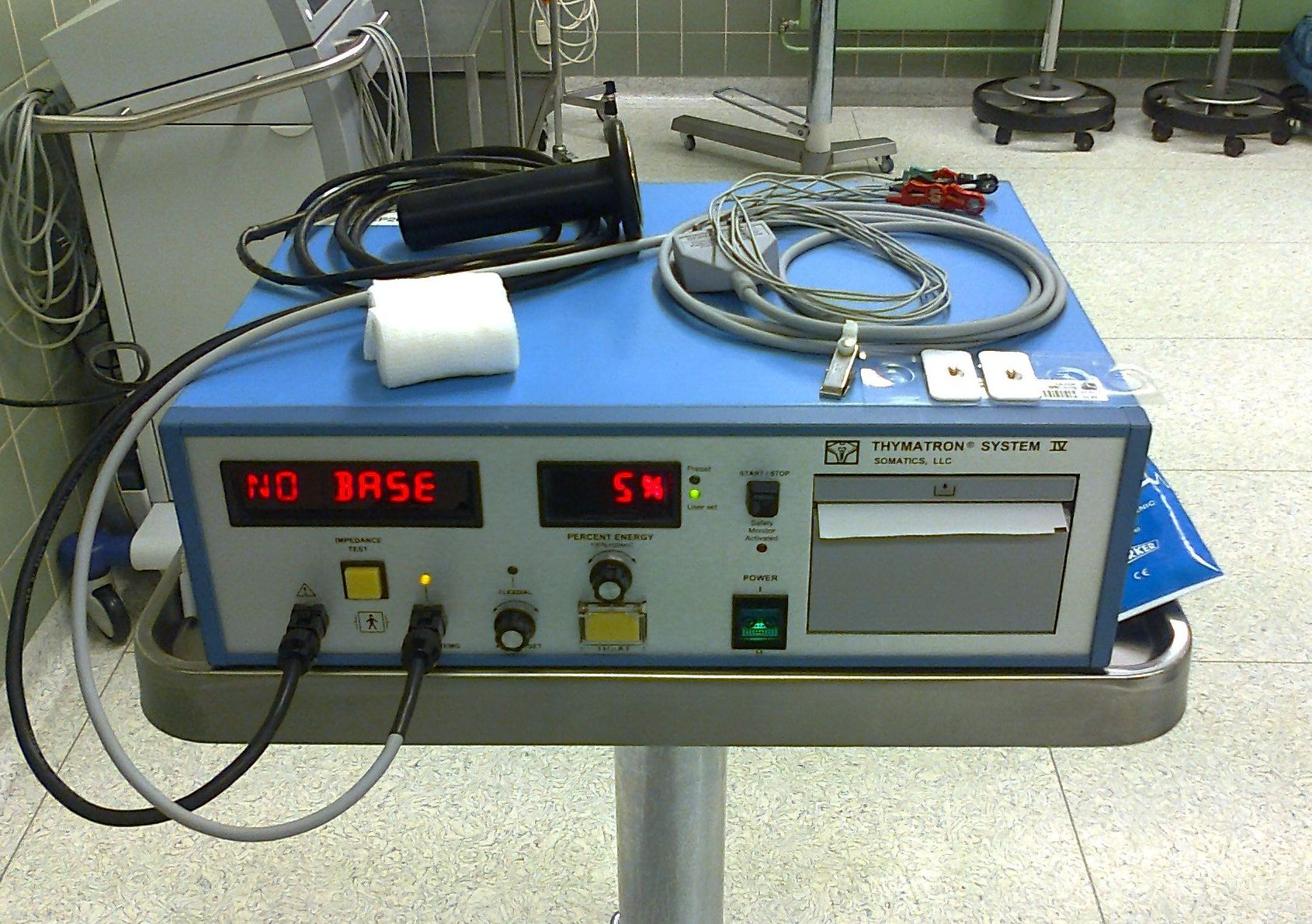
Współczesna aparatura do terapii elektrowstrząsowej
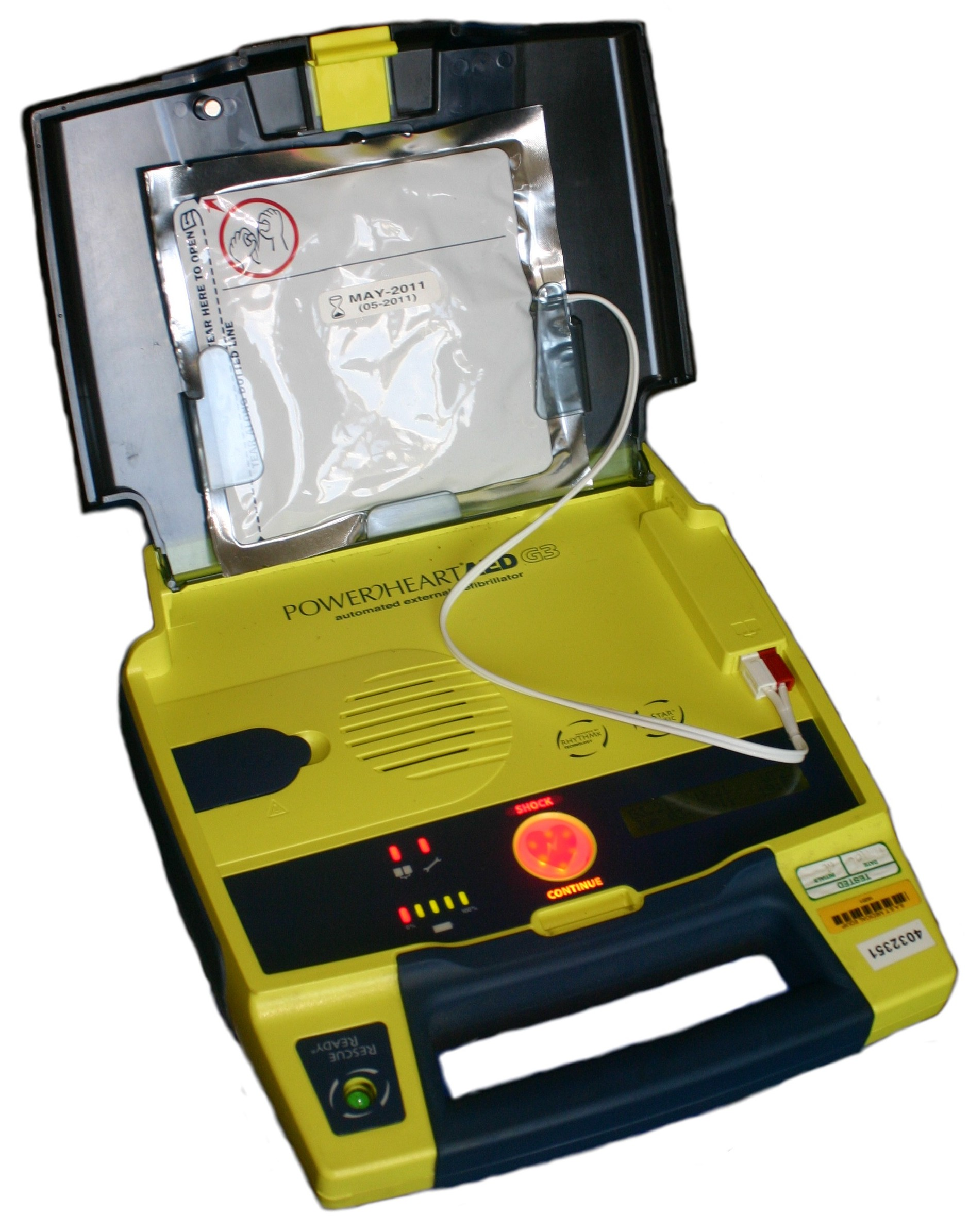
Defibrylator AED
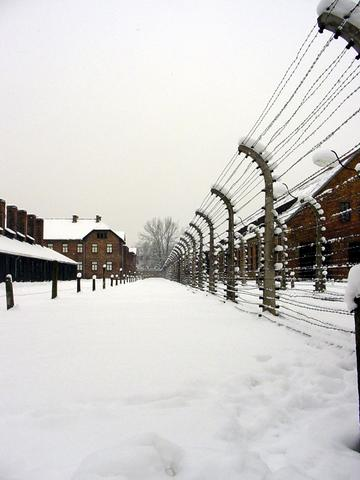
Elektryczne ogrodzenie w Auschwitz
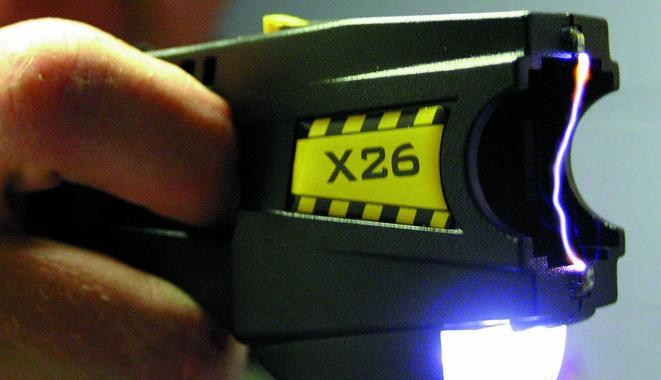
Paralizator elektryczny
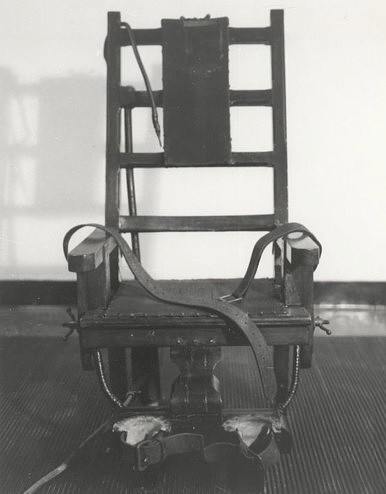
Krzesło elektryczne z więzienia Sing Sing w Ossining (stan Nowy Jork), jedno z najsłynniejszych (stracono na nim największą liczbę osób)